# Аюла (село)
Аюла́ — село в Чемальском муниципальном районе Республики Алтай России, входит в Аносинское сельское поселение.

## География
Село расположено в долине реки Катуни, к югу от Горно-Алтайска, в месте впадения реки Аюлы в Катунь.

## Население
| 2010 | 2011 | 2012 | 2013 | 2014 | 2015 | 2016 |
| ---- | ---- | ---- | ---- | ---- | ---- | ---- |
| 307  | →307 | ↘293 | ↘286 | ↗296 | ↘293 | ↗295 |